# Буньон
Буньо́н (фр. Bougnon) — коммуна во Франции, находится в регионе Франш-Конте. Департамент — Верхняя Сона. Входит в состав кантона Пор-сюр-Сон. Округ коммуны — Везуль.
Код INSEE коммуны — 70079.

## География
Коммуна расположена приблизительно в 310 км к юго-востоку от Парижа, в 55 км севернее Безансона, в 9 км к северо-западу от Везуля.
По территории коммуны протекает небольшая река Скьот (фр. Scyotte).

## Население
Население коммуны на 2010 год составляло 504 человека.
| 1962 | 1968 | 1975 | 1982 | 1990 | 1999 | 2010 |
| ---- | ---- | ---- | ---- | ---- | ---- | ---- |
| 230  | 228  | 228  | 388  | 385  | 442  | 504  |

## Администрация
| Период | Период | Фамилия       | Партия | Примечания |
| ------ | ------ | ------------- | ------ | ---------- |
| 2001   | 2008   | Жак Пармантье |        |            |
| 2008   | 2014   | Дидье Южеде   |        |            |

## Экономика
В 2010 году среди 330 человек трудоспособного возраста (15—64 лет) 256 были экономически активными, 74 — неактивными (показатель активности — 77,6 %, в 1999 году было 71,0 %). Из 256 активных жителей работали 241 человек (123 мужчины и 118 женщин), безработных было 15 (4 мужчины и 11 женщин). Среди 74 неактивных 26 человек были учениками или студентами, 36 — пенсионерами, 12 были неактивными по другим причинам.